# Saint-Pierre-en-Port
Saint-Pierre-en-Port – miejscowość i gmina we Francji, w regionie Normandia, w departamencie Sekwana Nadmorska.
Według danych na rok 1990 gminę zamieszkiwały 832 osoby, a gęstość zaludnienia wynosiła 214 osób/km² (wśród 1421 gmin Górnej Normandii Saint-Pierre-en-Port plasuje się na 289. miejscu pod względem liczby ludności, natomiast pod względem powierzchni na miejscu 779.).